# Уолдрон (Арканзас)
Уолдрон (англ. Waldron, Arkansas) — город, расположенный в округе Скотт (штат Арканзас, США) с населением в 3508 человек по статистическим данным переписи 2000 года.
Уолдрон является окружным центром округа Скотт.

## География
По данным Бюро переписи населения США город Уолдрон имеет общую площадь в 13,21 квадратных километров, из которых 12,95 кв. километров занимает земля и 0,26 кв. километров — вода. Площадь водных ресурсов округа составляет 1,97 % от всей его площади.
Город расположен в 61 километре к югу от города Форт-Смит, рядом с рекой Потеа (англ. Poteau).
Город Уолдрон расположен на высоте 201 метр над уровнем моря.

## Демография
По данным переписи населения 2000 года в Уолдроне проживало 3508 человек, 899 семей, насчитывалось 1430 домашних хозяйств и 1563 жилых дома. Средняя плотность населения составляла около 269,8 человек на один квадратный километр. Расовый состав Уолдрона по данным переписи распределился следующим образом: 90,42 % белых, 0,14 % — чёрных или афроамериканцев, 0,91 % — коренных американцев, 0,11 % — азиатов, 1,25 % — представителей смешанных рас, 7,16 % — других народностей. Испаноговорящие составили 15,31 % от всех жителей города.
Из 1430 домашних хозяйств в 31,3 % — воспитывали детей в возрасте до 18 лет, 45,9 % представляли собой совместно проживающие супружеские пары, в 11,3 % семей женщины проживали без мужей, 37,1 % не имели семей. 33 % от общего числа семей на момент переписи жили самостоятельно, при этом 16,8 % составили одинокие пожилые люди в возрасте 65 лет и старше. Средний размер домашнего хозяйства составил 2,38 человек, а средний размер семьи — 3,00 человек.
Население города по возрастному диапазону по данным переписи 2000 года распределилось следующим образом: 26,9 % — жители младше 18 лет, 10,2 % — между 18 и 24 годами, 25,6 % — от 25 до 44 лет, 19,6 % — от 45 до 64 лет и 17,8 % — в возрасте 65 лет и старше. Средний возраст жителей составил 35 лет. На каждые 100 женщин в Уолдроне приходилось 96,6 мужчин, при этом на каждые сто женщин 18 лет и старше приходилось 87,8 мужчин также старше 18 лет.
Средний доход на одно домашнее хозяйство в городе составил 21 921 доллар США, а средний доход на одну семью — 26 829 долларов. При этом мужчины имели средний доход в 25 256 долларов США в год против 16 136 долларов среднегодового дохода у женщин. Доход на душу населения в городе составил 12 193 доллара в год. 22,8 % от всего числа семей в округе и 25,9 % от всей численности населения находилось на момент переписи населения за чертой бедности, при этом 31,1 % из них были моложе 18 лет и 14,7 % — в возрасте 65 лет и старше.